# António Gonçalves
António Domingos Gonçalves (Luanda, Angola, 10 de agosto de 1960), é um poeta e escritor angolano.

## Vida e obra
António Gonçalves começou a escrever em 1973, tendo concluído o seu primeiro livro de prosa em 1978, intitulado Cenas que o Musseke conhece (inédita).
Escreveu ainda: Gemido de Pedra (1994); Versos Libertinos (1995); Abode Vermelho da Terra (1996) , Buscando o Homem: Antologia Poética (2000), Transparências, As Vozes do Caminho, El Sétimo Camino e Umbral de Transmutações (2009) (edição bilingue: Português e Espanhol).
António Gonçalves foi Secretário-Geral da União dos Escritores Angolanos de 1994 a 2001.